# РП-46
7,62-мм ротный пулемёт образца 1946 года (РП-46, индекс ГАУ — 56-Р-326) — советский ручной ротный пулемёт, созданный в 1946 году конструкторами А. И. Шилиным, П. П. Поляковым и А. А. Дубининым на основе более раннего пулемёта Дегтярёва (ДПМ).
После введения в качестве оружия поддержки стрелкового отделения пулемёта РПД под автоматные («промежуточные») патроны, более мощные пулемёты, использовавшие для стрельбы старые винтовочные боеприпасы, было решено перевести на уровень роты. Так как огневой мощи хорошо отработанного в производстве и знакомого войскам пехотного пулемёта Дегтярёва (ДПМ) с дисковым магазином на 47 патронов для успешного исполнения этой роли было недостаточно, в качестве временной меры была предпринята конверсия этого оружия под ленточное боепитание.
Для этого был разработан специальный компактный модуль, — приёмник ленты, — объединяющий в себе механизм подачи ленты и подающий механизм, который вставлялся вместо магазина в приёмник ствольной коробки ДПМ. Привод подающего модуля осуществлялся от взводной рукояти затворной рамы, которая соединялась с движком приёмника специальной вилкой, проходящей с правой стороны оружия. В таком виде оружие получило обозначение РП-46. Возможность магазинного боепитания при этом сохранялась, так что РП-46 может считаться предвозвестником концепции двойного питания из лент или магазинов, характерной для некоторых современных пулемётов, например, FN Minimi.
Боепитание из лент вместимостью по 200 или 250 патронов, вкупе с утяжелённым стволом, позволило обеспечить РП-46 существенно бо́льшую огневую мощь при сохранении приемлемой маневренности. Другие отличия от ДПМ — изменённая конструкция газового регулятора и наличие рукоятки для переноски. Для боепитания РП-46 применяется металлическая патронная лента, которая практически без изменений используется также в пулемётах семейства СГ-43.

## Характеристики
Дальность прямого выстрела из РП-46:
- по грудной фигуре — 420 метров,
- по бегущей фигуре — 640 метров.

Огонь по воздушным целям ведётся на расстояния до 500 метров. Дульная энергия пули — 3226 Дж. Пуля сохраняет своё убойное действие на всей дальности полёта (до 3800 м). Боевая скорострельность — до 250 выстрелов в минуту. Ведение напряжённого огня очередями возможно до 500 выстрелов, после чего необходимо заменить или охладить ствол.
Требования нормального боя одиночными для РП-46:
- все четыре пробоины вмещаются в круг диаметром 15 см;
- средняя точка попадания отклоняется от контрольной точки не более чем на 5 см в любом направлении.

Требования нормального боя очередями для РП-46:
- не менее восьми пробоин из десяти вмещается в круг диаметром 20 см;
- средняя точка попадания отклоняется от контрольной точки не более чем на 5 см в любом направлении.

Проверка боя осуществляется стрельбой по чёрному прямоугольнику высотой 35 см и шириной 25 см, укрепленному на белом щите высотой 1 м и шириной 0,5 м. Дальность стрельбы — 100 м, положение — лёжа с ровной площадки, с сошки, патроны — с обыкновенной пулей (со стальным сердечником или легкой образца 1908 года), прицел — 3.
Показатели суммарного рассеивания пуль при стрельбе короткими очередями с сошки из приведённого к нормальному бою РП-46:
| Дальность стрельбы, м | Срединные отклонения по высоте, см | Срединные отклонения по ширине, см | Энергия пули, Дж |
| --------------------- | ---------------------------------- | ---------------------------------- | ---------------- |
| 100                   | 7                                  | 10                                 | 2667             |
| 200                   | 15                                 | 20                                 | 2187             |
| 300                   | 22                                 | 31                                 | 1785             |
| 400                   | 29                                 | 41                                 | 1432             |
| 500                   | 37                                 | 51                                 | 1138             |
| 600                   | 44                                 | 61                                 | 892              |
| 700                   | 52                                 | 72                                 | 706              |
| 800                   | 60                                 | 83                                 | 559              |
| 900                   | 68                                 | 83                                 | 481              |
| 1000                  | 73                                 | 103                                | 422              |

Где срединное отклонение — половина ширины центральной полосы рассеивания, вмещающей 50 % всех попаданий.

## Устройство
РП-46 состоит из следующих основных частей и механизмов:
- ствол,
- ствольная коробка с кожухом, прицельным приспособлением и сошкой,
- затворная рама с газовым поршнем,
- затвор,
- спусковая рама с прикладом и спусковым механизмом,
- возвратно-боевая пружина с трубкой,
- приёмник.

В комплект РП-46 входят: принадлежность (шомпол, ёршик, выколотка, извлекатель, коленчатый стержень, ключ-отвёртка, маслёнка, пенал), ремень, чехол и запасной ствол.

### Прицельное приспособление
Прицельное приспособление РП-46 состоит из мушки и прицела, в свою очередь состоящего из колодки прицела с пластинчатой пружиной, прицельной планки и хомутика с двумя защёлками и пружинами. На прицельной планке сверху нанесена шкала с делениями от 1 до 15 (расстояние в сотнях метров), разделёнными короткими рисками на полусотни метров. Допускается установка специального ночного прицела ППН-1.

## Принцип работы автоматики
Работа автоматики РП-46 основана на использовании энергии пороховых газов, отводимых из канала утяжелённого по сравнению с ДПМ ствола. Поскольку для ленточной подачи требуется больше энергии, чем для магазинной, газоотводный узел был перепроектирован, но концептуально остался прежним.
Запирание производится при помощи двух расходящихся боевых упоров. При выстреле часть пороховых газов, выталкивающих пулю, направляется через отверстие в стенке ствола и канавку регулятора к газовому поршню, отбрасывая его и затворную раму в заднее положение. При этом затворная рама отводит назад соединённый с ней ударник и фигурным пазом сводит боевые упоры, отпирая затвор, после чего он начинает отходить назад вместе с ней. Затвор открывает канал ствола, затворная рама сжимает возвратно-боевую пружину. Происходит извлечение гильзы из патронника и нового патрона из ленты и перемещение ленты влево. Гильза выбрасывается наружу, а новый патрон подаётся в пустотелый выступ основания приёмника.
Если спусковой крючок остаётся нажатым, то затворная рама не останавливается в заднем положении, а продвигается вперед под действием возвратно-боевой пружины. Затвор досылает патрон в патронник и закрывает канал ствола. Запирание затвора осуществляется боевыми упорами, входящими в боевые уступы ствольной коробки под воздействием проходищей между ними конической поверхности расположенного на основании затворной рамы ударника. Боёк разбивает капсюль патрона, происходит выстрел, работа автоматики повторяется.

## Сборка/разборка РП-46
Неполная разборка РП-46 производится для чистки, смазки и осмотра в следующем порядке:
1. установка пулемёта на сошки, проверка отсутствия патрона в патроннике и спуск затворной рамы с боевого взвода;
2. отделение звенья шомпола от ног сошки;
3. извлечение пенала с принадлежностью;
4. отделение приёмника;
5. отделение ствола;
6. отделение возвратно-боевой пружины;
7. отделение спусковой рамы;
8. отделение затворной рамы;
9. отделение затвора от затворной рамы.

Сборка пулемёта после неполной разборки производится в обратном порядке.
Полная разборка РП-46 производится для чистки при сильном загрязнении, после нахождения под дождём или в снегу, переходе на новую смазку или при ремонте в следующем порядке:
1. неполная разборка;
2. отделение регулятора от газовой каморы;
3. разборка приёмника.

Сборка после неполной разборки производится в обратном порядке.
Рекомендуется летом (при температуре выше 5 °C) использовать ружейную смазку и РЧС (раствор чистки стволов от нагара), а зимой (от +5 °C до -50 °C) — жидкую оружейную смазку (для смазки и очистки от нагара), тщательно удалив (промыв все металлические части в жидкой ружейной смазке и обтерев их чистой ветошью) перед этим летнюю смазку. Для хранения на складе в течение длительного времени пулемёт смазывается жидкой ружейной смазкой, заворачивается в один слой ингибитированной, а затем в один слой парафинированной бумаги.

## Страны-эксплуатанты
- СССР;
- Албания — советские РП-46 оставались на вооружении албанской армии по меньшей мере до 1994 года[4]
- ГДР — пулемёты советского производства поставлялись на вооружение Национальной народной армии ГДР, в 1956 году из СССР была передана лицензия на производство[5];
- Китай — выпускался под обозначением «Тип 58»;
- КНДР[6] — выпускался под обозначением «Тип 64»;
- Украина — некоторое количество находилось на хранении министерства обороны Украины[7], в сентябре 2014 несколько пулемётов поступили на вооружение сотни «Крым» батальона «Днепр-1» МВД Украины[8][неавторитетный источник];
- Беларусь — в декабре 2005 года сняты с вооружения и отправлены на утилизацию[9];

РП-46 также поставлялся в некоторые страны Африки и Юго-Восточной Азии.